# عراكبي آل عمير (لودر)

تعديل مصدري - تعديل

عراكبي آل عمير هي إحدى قرى عزلة زارة بمديرية لودر التابعة لمحافظة أبين، بلغ تعداد سكانها 420 نسمة حسب تعداد اليمن لعام 2004.